# Amanita boudieri
Amanita boudieri (Jean-Baptiste Barla, 1887) din încrengătura Basidiomycota în familia Amanitaceae și de genul Amanita, denumită în țară Amanita lui Boudier, este o specie de ciuperci otrăvitoare care coabitează, formând micorize pe rădăcinile arborilor. Acest burete crește preponderent în regiuni mediteraneene, solitar sau în grupuri mici pe soluri nisipoase. S-ar putea găsi în România sub pini maritimi și pini în apropierea litoralului. Timpul apariției este din (februarie) martie până în iunie.

## Taxonomie
Deși micologul francez Louis De Brondeau (1794-1859) a descris specia drept Agaricus moulinsii în jurnalul Actes de la Société Linnéenne de Bordeaux deja în 1851, numele binomial acceptat până în prezent (2020) este Amanita boudieri determinat de (Jean-Baptiste Barla, compatriotul lui De Brondeau, de verificat în publicația sa în volumul 3 al Bulletin de la Société Mycologique de France din 1887. Toate celelalte încercări de redenumire (vezi infocaseta) sunt acceptate sinonim, dar nu sunt folosite.
Epitetul a fost creat în onoarea renumitului micolog Émile Boudier.

## Descriere
Această specie are un velum universale (văl universal), o membrană subțire care o învelește la începutul evoluției ei, extinzându-se de la vârful pălăriei la capătul inferior al piciorului precum un velum partiale (văl parțial) care acoperă numai părțile purtătoare de spori, astfel încât se întinde de la marginea pălăriei la capătul superior al tijei. Scurt timp mai târziu, membranele se rup, lăsând urme de fulgi pe pălărie, un inel în jurul tijei și o rămășiță în formă de săculeț la bază, numită volva (vagin).

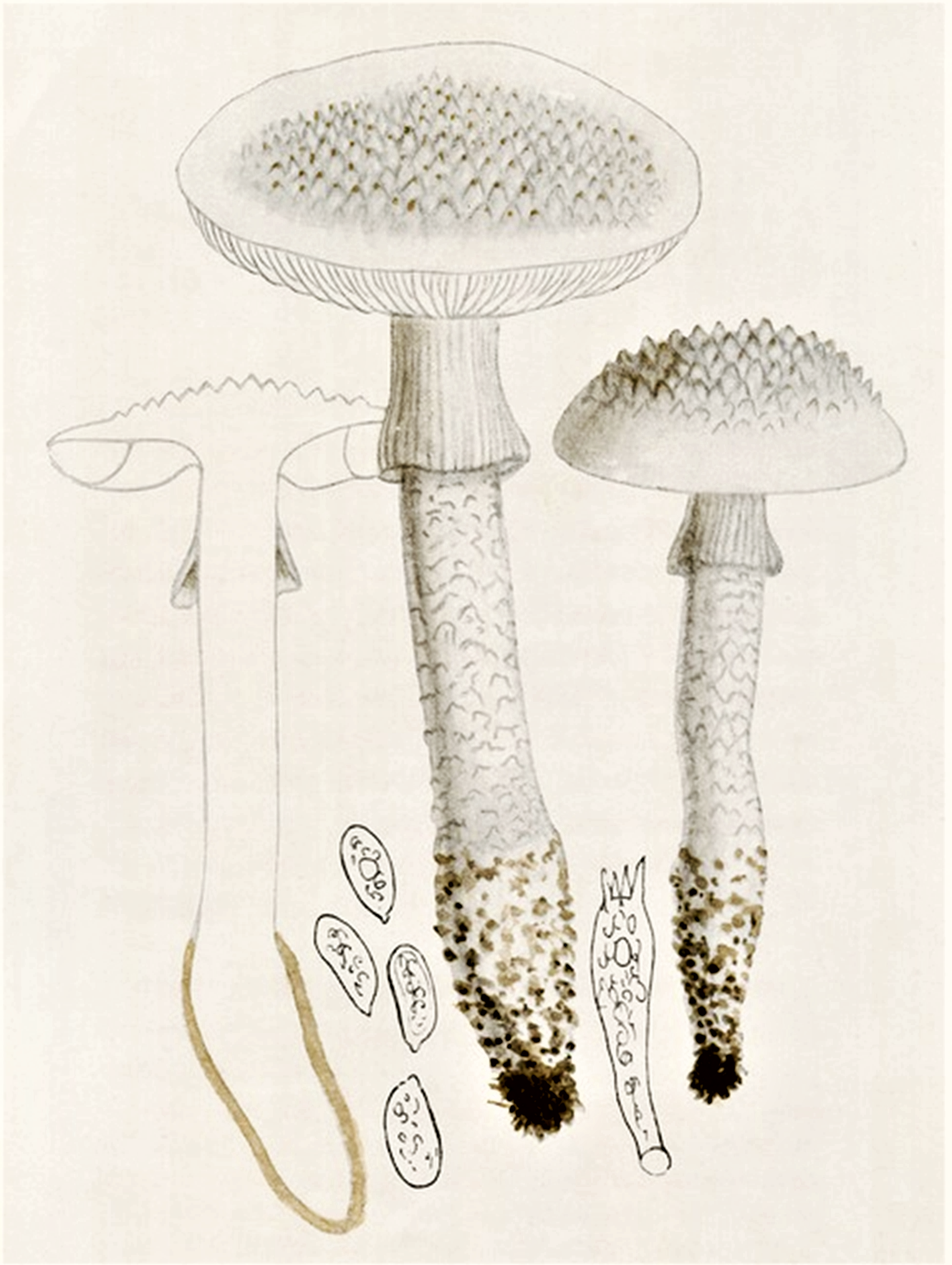
Bres.: Amanita boudieri

- Pălăria: are un diametru de 4-8 (12 cm), este destul de cărnoasă, moale și fragilă, la început semisferică, apoi convexă, în final aproape plană, însă niciodată adâncită sau chiar cocoșată în centru, marginea fiind rulată spre interior în tinerețe, nestriată, rotunjită și slab franjurată. Cuticula este netedă, lucioasă și presărată cu negi albi, piramidali și lânoși, resturi ai vălului universal (ca și franjurile marginii) care dispar la bătrânețe sau după o ploaie puternică. Coloritul variază ceva, poate fi albicios, alb de fildeș, alb-gălbui sau izabel.
- Lamelele: cu muchii flocoase în tinerețe sunt destul de subțiri și aglomerate, bifurcate și intercalate, numai slab aderente la picior, aproape libere, nedevenind bulboase. Coloritul inițial alb se schimbă cu avansarea în vârstă spre crem, adesea cu o tentă roșiatică. La începutul evoluției, spațiul între pălărie și picior este acoperit de un văl parțial fin și alb.
- Piciorul: alb are o lungime de 7-12 cm și o lățime de 1,2-1,7 cm, este ușor de separat de pălărie, fiind stabil, cilindric, plin, acoperit cu solzi flocoși și făinoși, izbitori mai ales în tinerețe, sfârșind într-un bulb mărginit, centuriat, în formă de morcov și adânc înrădăcinat. Volva flocoasă, fragilă și repede trecătoare este concrescută cu tija. Poartă un inel de asemenea alb, inițial larg și striat care începe sub pălărie și se răsfrânge în jos peste picior, dar devine repede flocos-smântânos, dispărând cu timpul aproape complet.
- Carnea: este fragedă, întotdeauna albă fără a se decolora după tăiere, având un miros imperceptibil și un gust nespecific.[4][5]
- Caracteristici microscopice: Sporii sunt netezi, alungit elipsoidali, apiculați, granulați în interior, hialini (translucizi), amilozi (ce înseamnă colorabilitatea structurilor tisulare folosind reactivi de iod) și au o mărime de 10-13 x 5,5-6,5 microni. Pulberea lor este de un colorit alb-crem cu nuanțe de roz. Basidiile cu 4 sterigme fiecare sunt clavate și pediculate, măsurând 40-50 x 8-11 microni. Hifele terminale sunt bombate.[7]
- Reacții chimice: nu sunt cunoscute.[4][5]

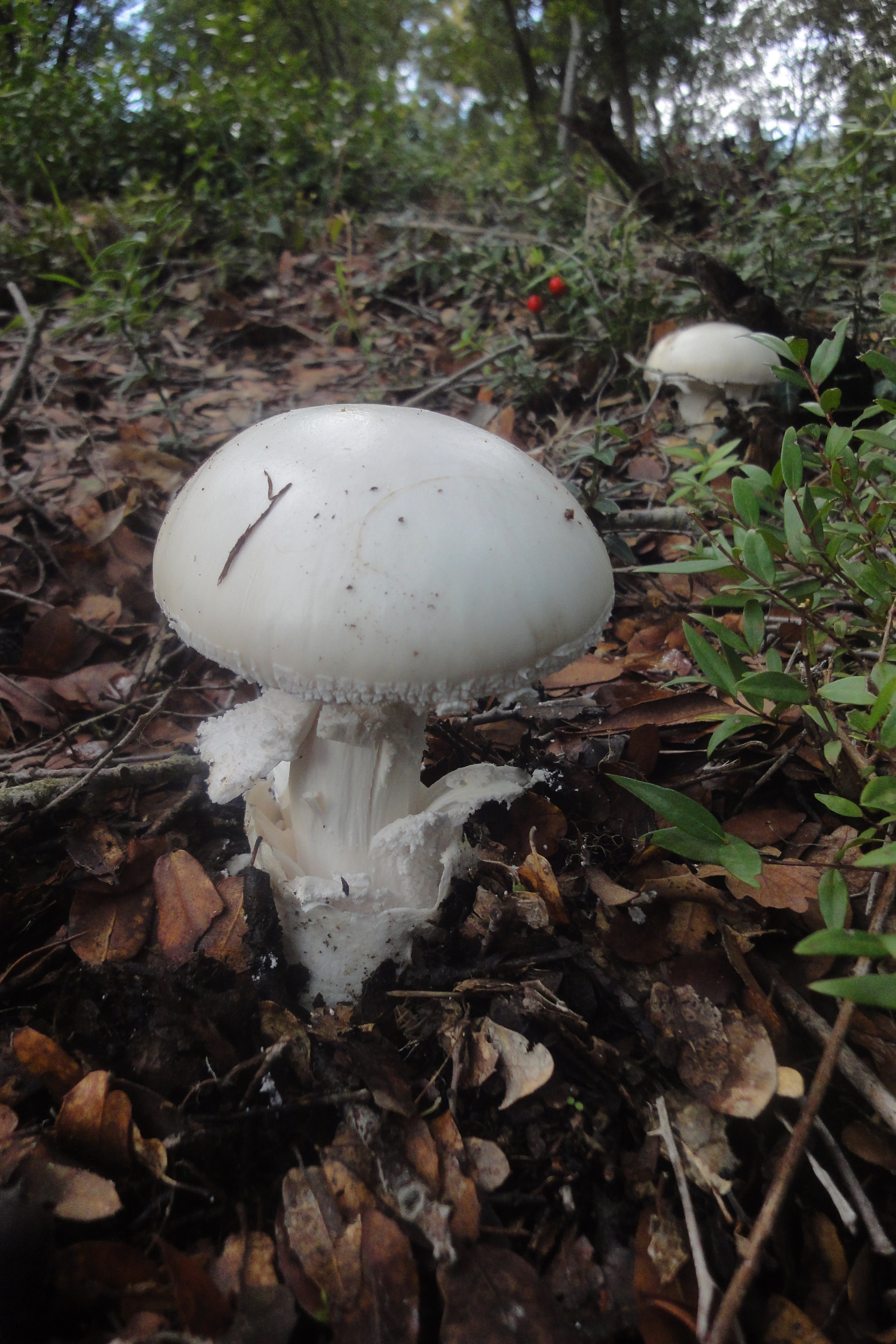
A. boudieri tânără
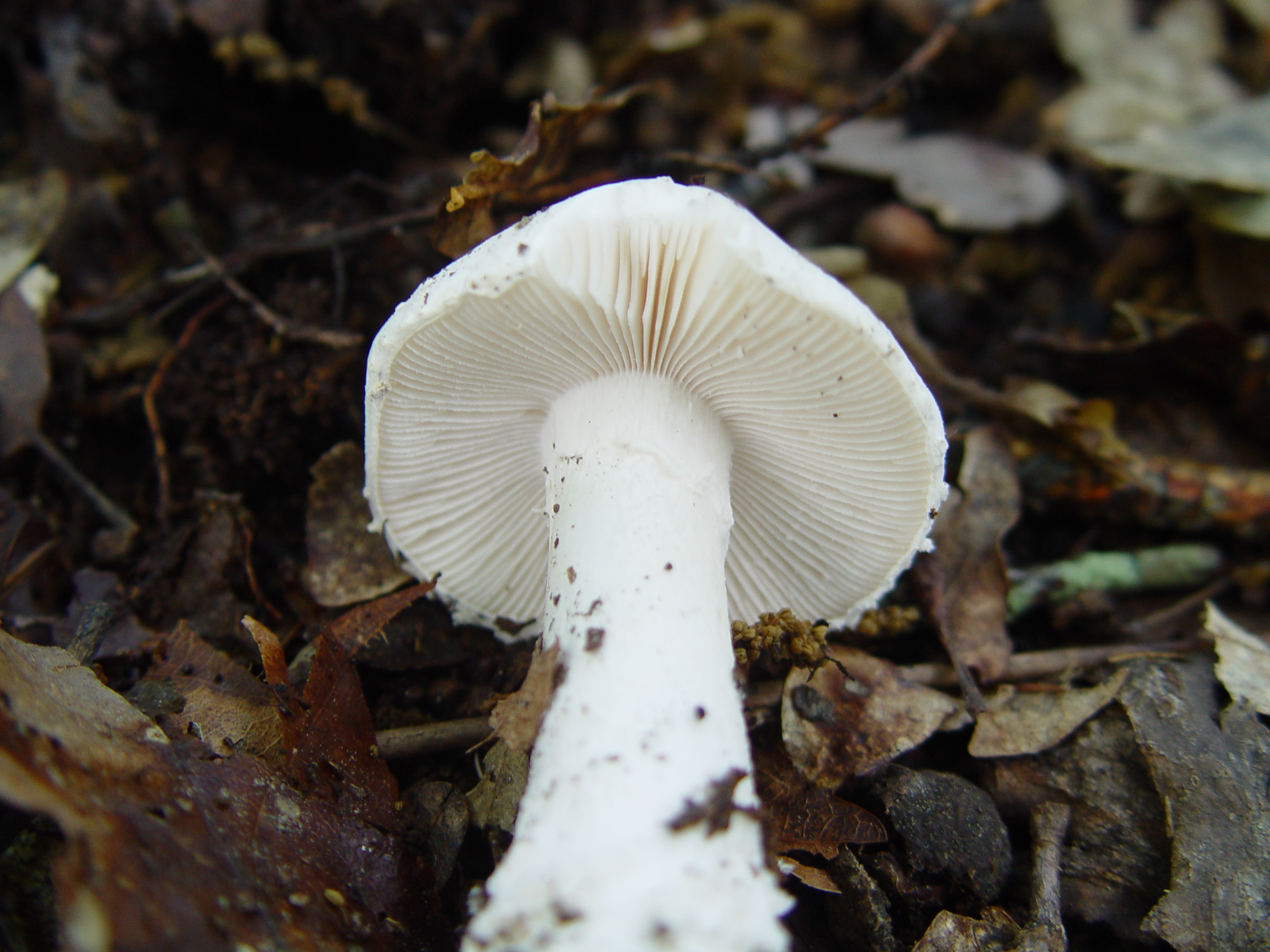
A. boudieri, lamele, picior și inel

## Confuzii
Dacă nu se dă seama de habitatul ciuperci, ea poate fi confundată cu specii comestibile sau otrăvitoare de același gen ca de exemplu Amanita baccata (comestibilă, cuticula de un alb murdar până gri-ocru, carnea se colorează după o leziune brun-roșiatic), Amanita curtipes (poate comestibilă, fără negi și inel, cu volvă izbitoare, crește pe soluri nisipoase sub pini), Amanita eliae (comestibilă), Amanita gilbertii (comestibilă, cuticula adesea cu pete ocru și nuanțe rozalii), Amanita echinocephala (comestibilă), Amanita ovoidea (comestibilă), Amanita proxima (otrăvitoare, ceva mai mică cu lamele crem albicioase până rozalbe precum o volvă galbenă până brun-galbenă și trecătoare, miros de ridiche), Amanita vittadini (probabil otrăvitoare, din păcate foarte asemănătoare) sau chiar cu comestibilii  Leucoagaricus leucothites sin. Lepiota naucina și Leucoagaricus (sub)cretaceus.

## Specii asemănătoare în imagini

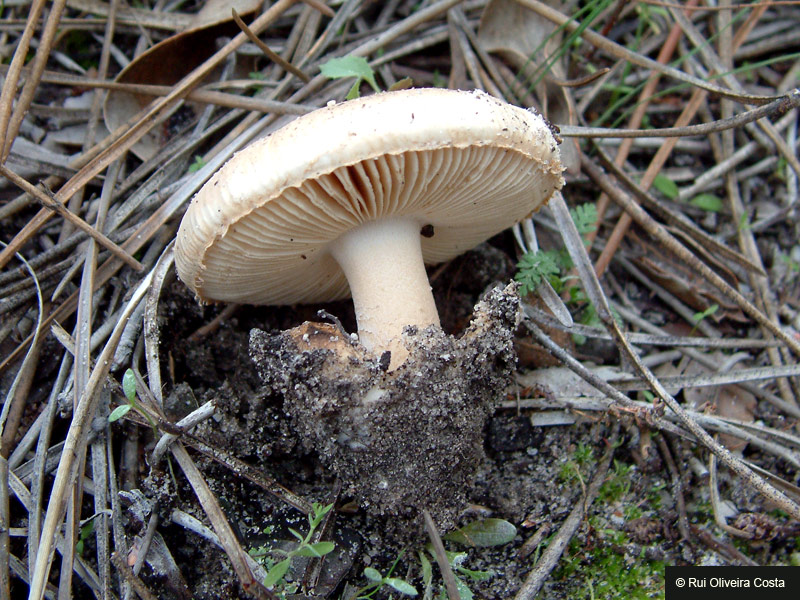
!Amanita curtipes!
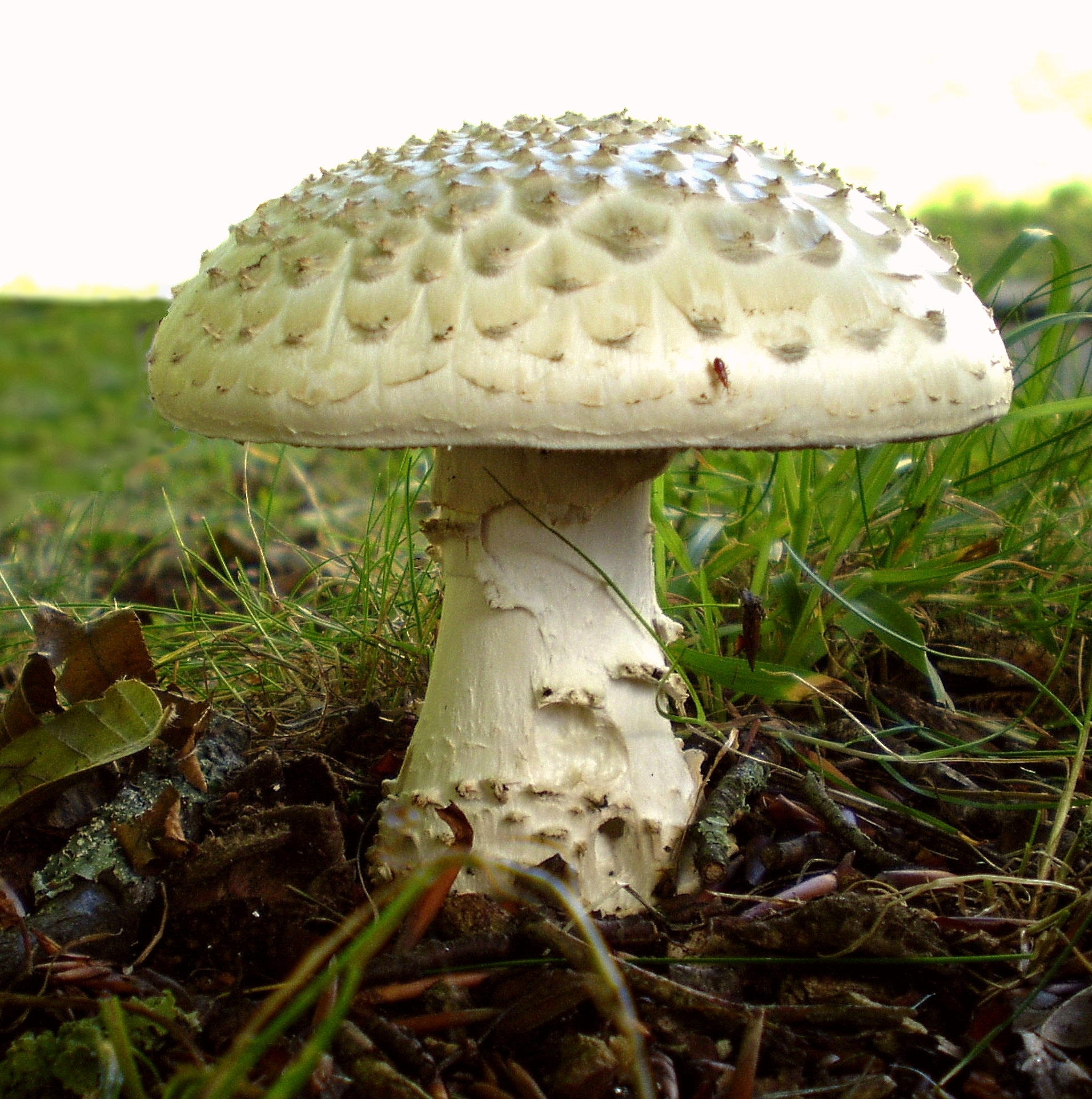
Amanita echinocephala
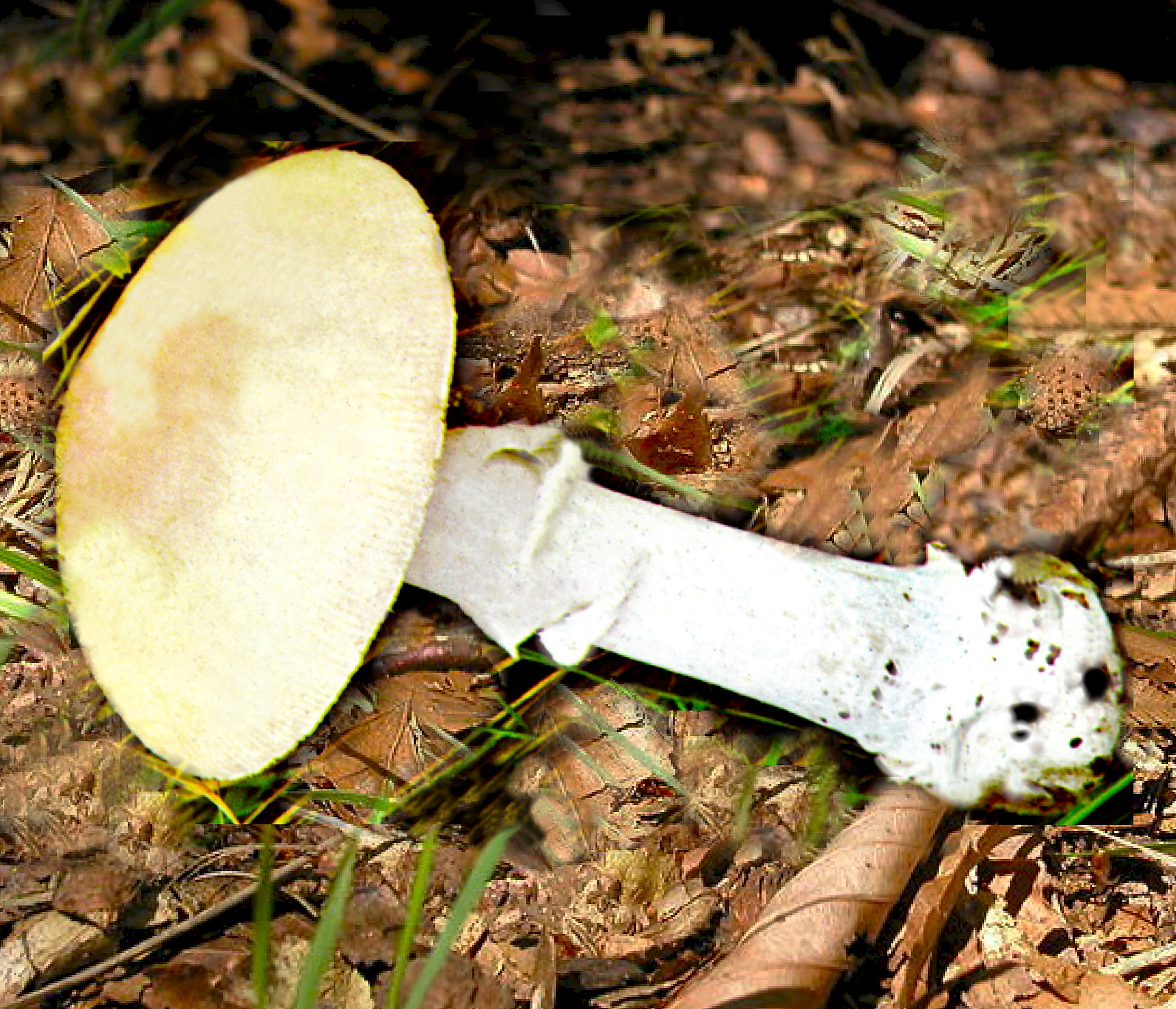
Amanita eliae
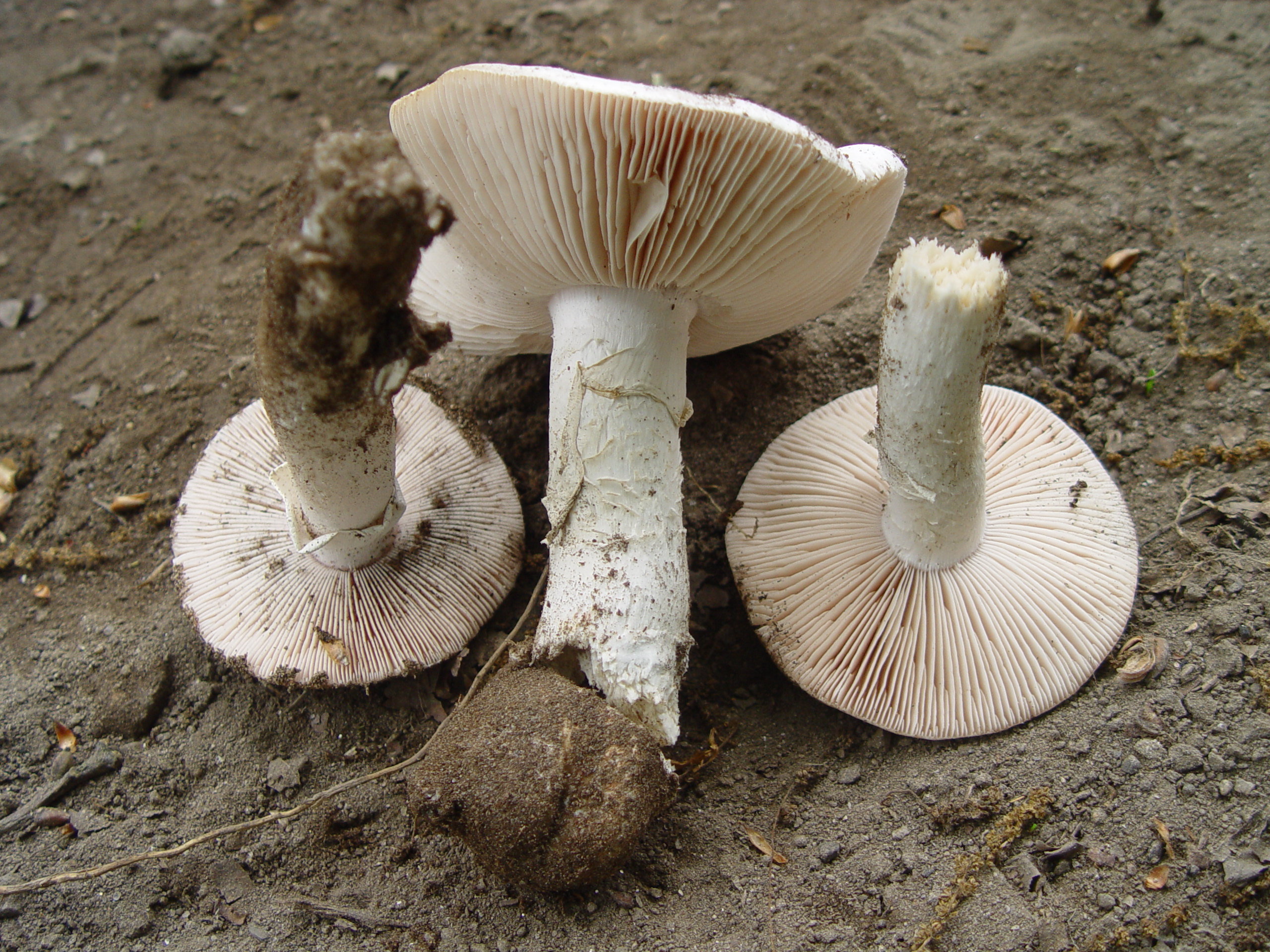
Amanita gilbertii
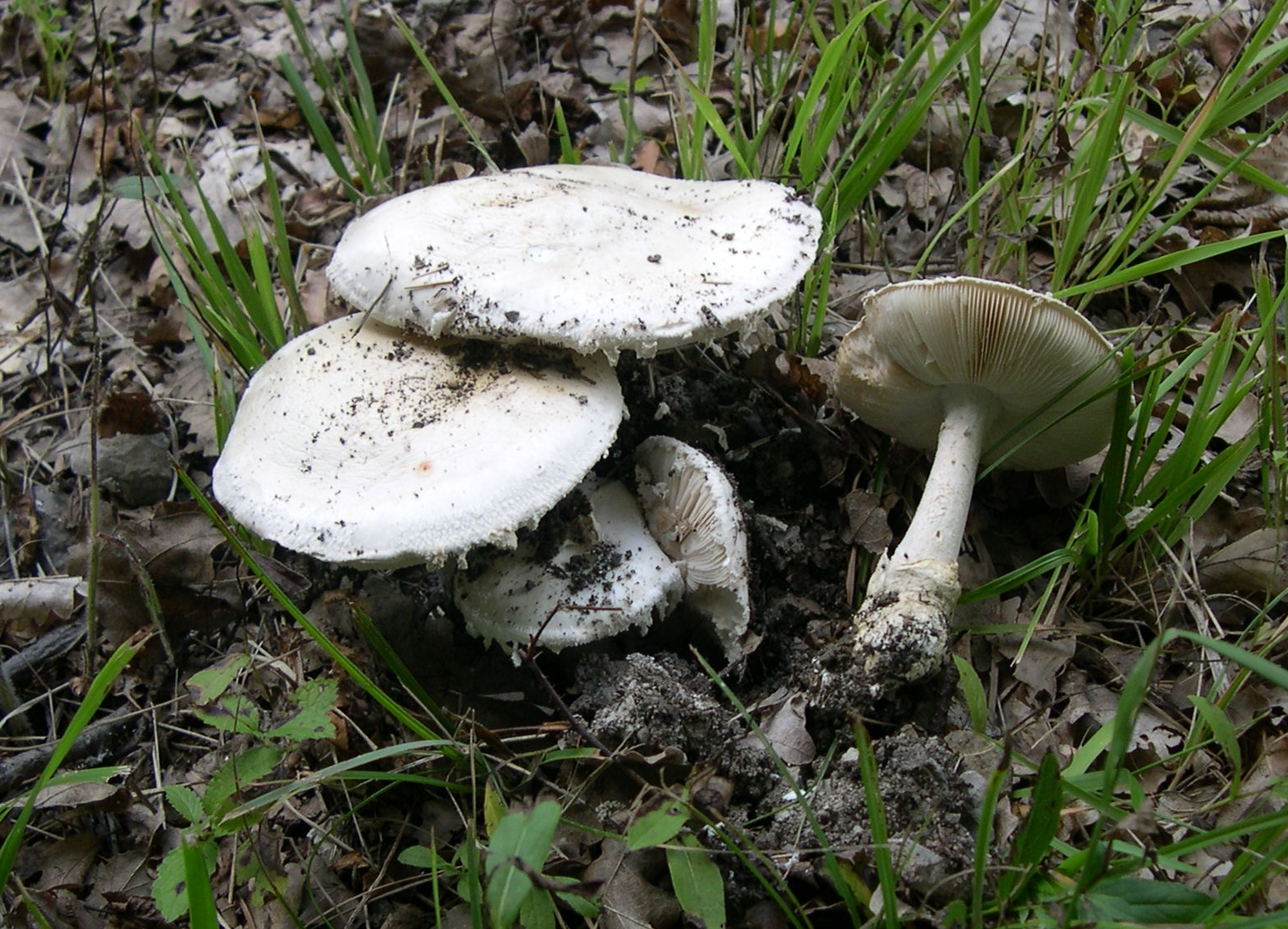
Amanita ovoidea
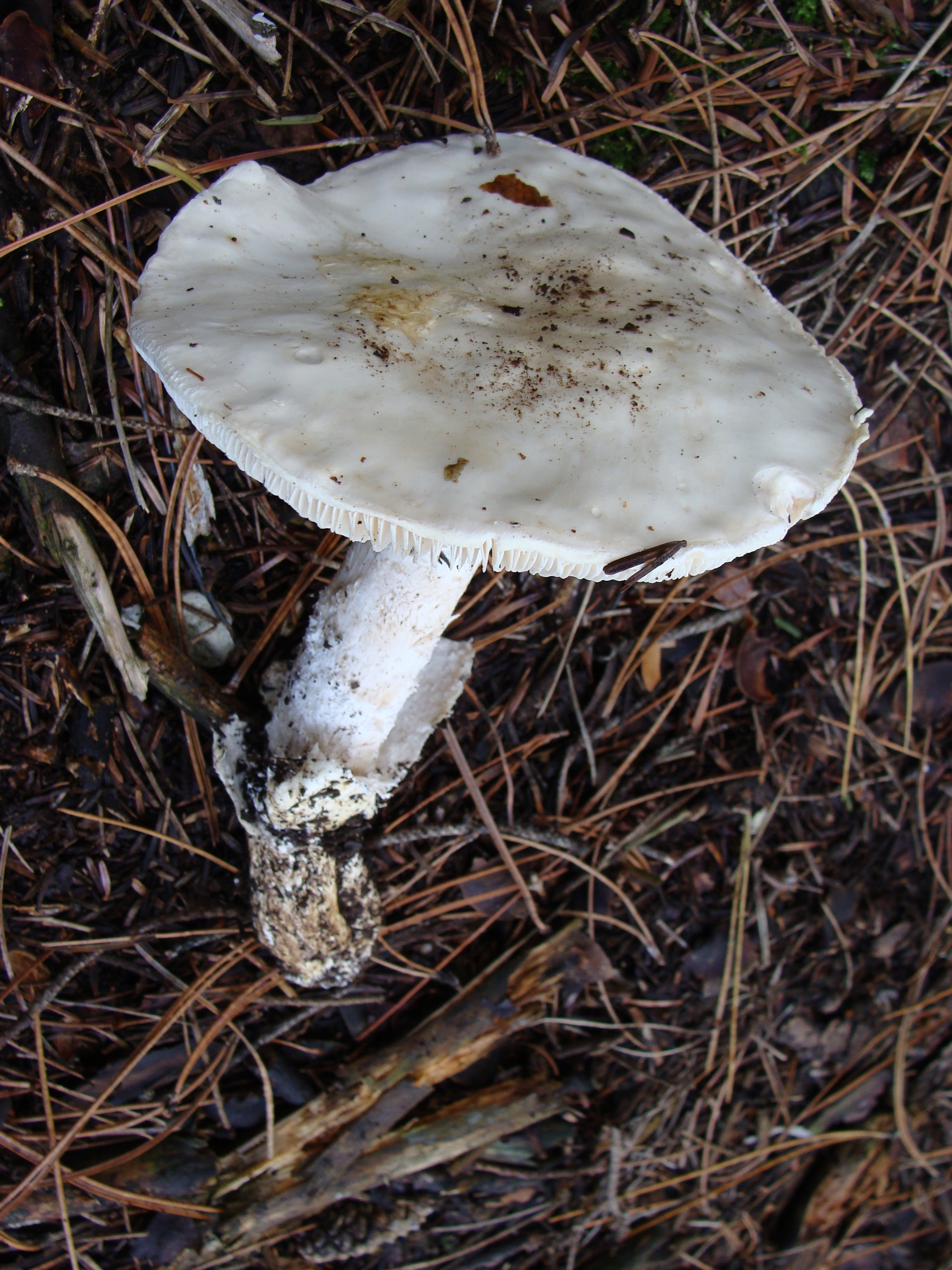
!!Amanita proxima!!
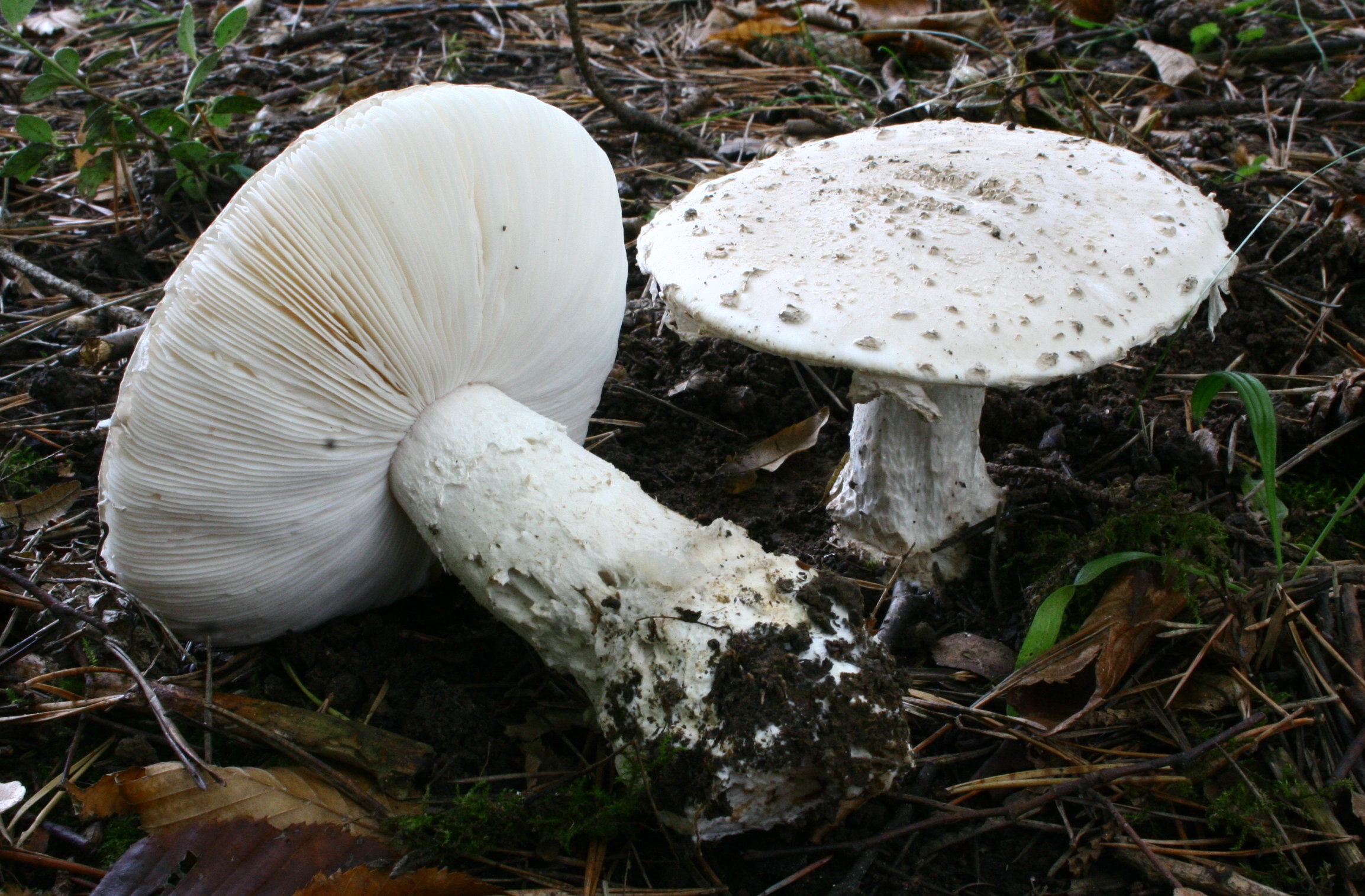
Amanita strobiliformis
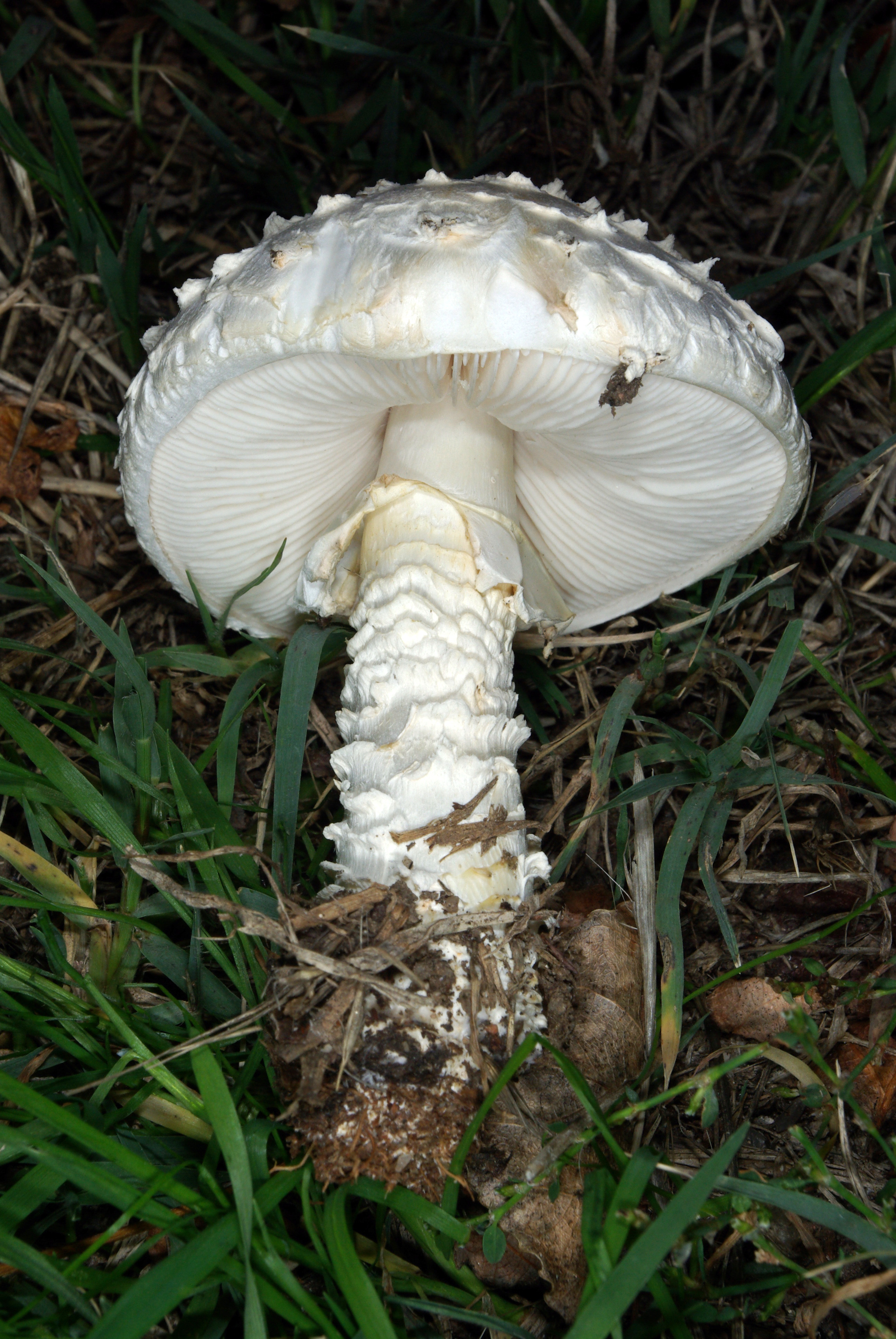
!!Amanita vittadinii!!
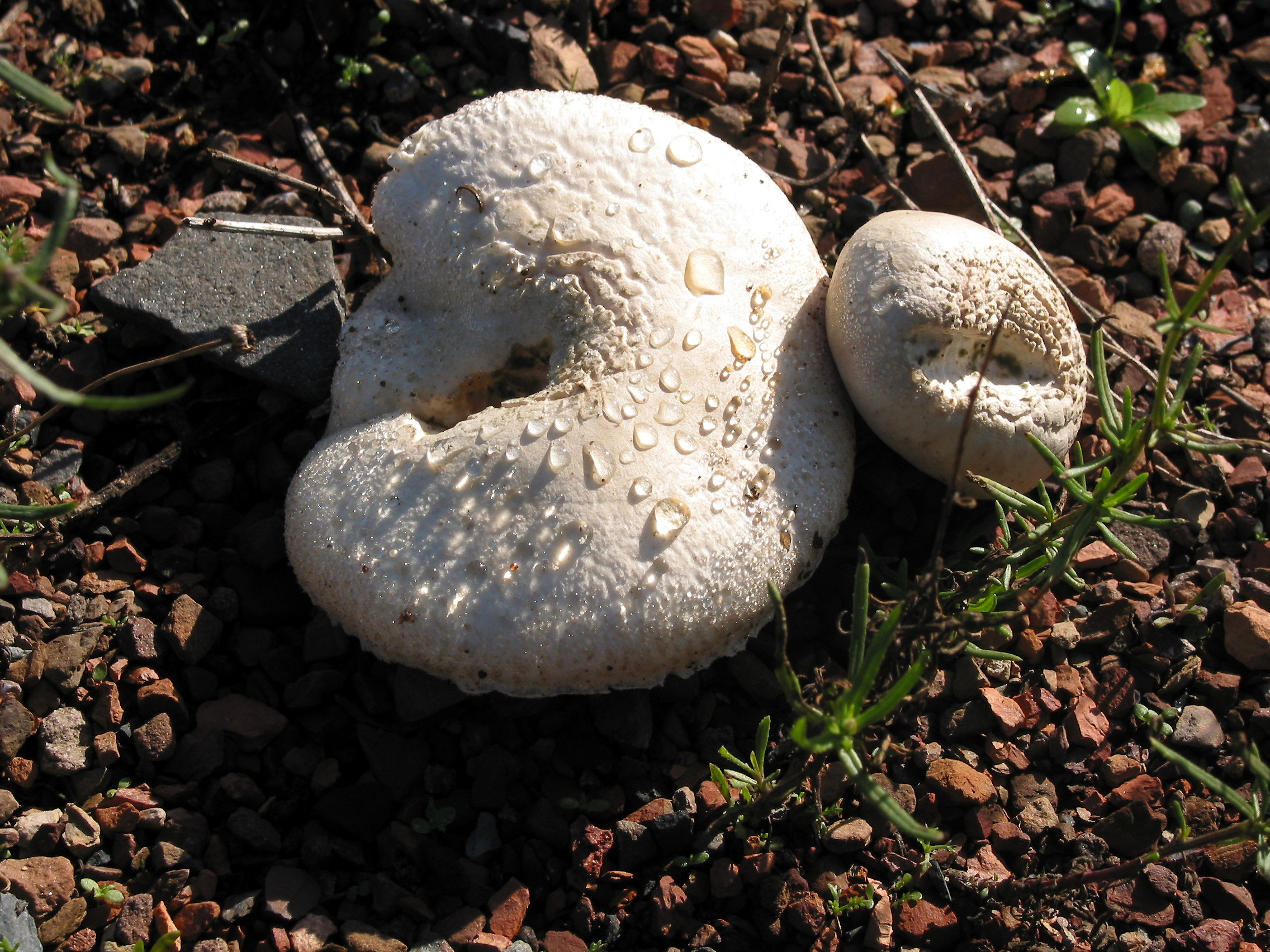
Leucoagaricus leucothites

## Valorificare
În nu puține cărți micologice soiul de gust mediu mai este declarat comestibil. Dar s-a dovedit că provoacă „sindromul proxima”, asemănător sindromului orelanian (parafaloidian). Simptomele care încep de abia după 13 ore cu greață, vărsături și diaree, urmate de o ușoară implicare hepatică precum o insuficiență renală după 2 zile. Deși vindecarea ar putea să dureze până la trei săptămâni, nu provoacă efecte distructive asupra ficatului și rinichilor.
Mai departe, se bănuiește că Amanita boudieri ar fi nefrotoxică, o intoxicație similară clinic cu cea a Amanita smithiana (o specie din America de Nord), cauzând o insuficiență renală acută, dar reversibilă și în plus o hepatită ușoară, dar este diferită în tabloul ei clinic de sindromul orelan caracterizat printr-un debut întârziat al insuficienței renale severe și adesea ireversibile.